# 阿沛·曲妮
阿沛·曲妮（？—）女，藏族，西藏拉萨人，阿沛·阿旺晋美的第三女。

## 生平
1970年，毕业于北京医学院，自愿报名回西藏工作，被分配到昌都地区的一个小山沟当医生。1973年调回北京。1993年时，正在北京郊区的航天部七一一医院，从事核医学工作。